# روس إف. غراي
روس إف. غراي (بالإنجليزية: Ross F. Gray)‏ هو عسكري أمريكي، ولد في 1 أغسطس 1920 في ألاباما في الولايات المتحدة، وتوفي في 27 فبراير 1945 في آيوو جيما في اليابان.